# Alhassane Soumah
Alhassane Soumah (2 maart 1996) is een Guinees voetballer die bij voorkeur als aanvaller speelt. Hij wordt door Juventus verhuurd aan Cercle Brugge.

## Clubcarrière
Soumah werd tijdens het seizoen 2015/16 door Juventus verhuurd aan het Hongaarse Videoton. Hij speelde elf wedstrijden in de Hongaarse competitie, waarvan twee basisplaatsen. Het seizoen erop werd de Guinees verhuurd aan Cercle Brugge. Op 10 september 2016 debuteerde hij in de Eerste klasse B tegen Union. Soumah viel na 62 minuten in voor Jessy Gálvez López en maakte enkele minuten later het openingsdoelpunt. Cercle won de thuiswedstrijd uiteindelijk met 2–1.